# Damian Zieliński
Damian Zieliński (Szczecin, 2 december 1981) is een Pools voormalig baanwielrenner.

## Carrière
In 2004 won hij het sprint omnium tijdens de Europese kampioenschappen baanwielrennen. Zieliński nam deel aan de Olympische Zomerspelen van 2004, 2012 en 2016. Zijn beste uitslag tijdens deze Spelen is een zesde plaats op de keirin in 2016.

## Belangrijkste resultaten
| Jaar     | PK                           | EK              | WK       | Overig |
| Beloften | Beloften                     | Beloften        | Beloften | Beloften |
| -------- | ---------------------------- | --------------- | -------- | --- |
| 2002     |                              | teamsprint      |          | |
| 2003     |                              | sprint · keirin |          | |
| 2004     |                              | teamsprint      |          | |
| Elite    |                              |                 |          | |
| 2004     |                              | sprint omnium   |          | Olympische Spelen: 7e sprint WB Manchester: Sprint |
| 2005     |                              |                 |          | |
| 2006     |                              | sprint omnium   |          | |
| 2007     |                              |                 |          | |
| 2008     |                              |                 |          | |
| 2009     | sprint                       |                 |          | Wenen: teamsprint |
| 2010     | sprint · keirin              |                 |          | Wenen: sprint, teamsprint |
| 2011     |                              | teamsprint      |          | |
| 2012     |                              | teamsprint      |          | Olympische Spelen: 10e teamsprint, 13e sprint |
| 2013     | teamsprint sprint            |                 |          | Fiorenzuola: sprint |
| 2014     |                              | sprint          |          | Dudenhofen: keirin |
| 2015     | sprint                       | sprint          |          | Prostejov: sprint |
| 2016     |                              |                 |          | Olympische Spelen: 6e keirin, 7e teamsprint, 14e sprint Öschelbronn: sprint Dudenhofen: sprint Panevezys: sprint Trofeu Literio Augusto Marques: sprint |
| 2017     | teamsprint · sprint · keirin |                 |          | |